# Götz Kühnemund
Götz Kühnemund (né le 24 mai 1966) est un journaliste musical allemand. Il est l'éditeur du magazine Deaf Forever. Avant cela, il fut rédacteur en chef du magazine Rock Hard de janvier 1990 à fin 2013. Sous le nom de scène de Sir Pommes, il fut le chanteur de Randalica.

## Biographie
Kühnemund grandit dans la ville de Lüdinghausen. Inspiré par la publication du magazine néerlandais Aardschok, Kühnemund fonde Metal Maniacs Germany en 1982, le premier fan club national de heavy metal en Allemagne. La lettre d'information qu'il publie en 1983 devient le fanzine Metal Maniacs, qui rejoint Rock Hard en 1984. Il écrit également pour le magazine Rock Power et à partir de 1986 pour Metal Hammer. En outre, Kühnemund anime le magazine Mosh avec la chanteuse de Holy Moses Sabina Classen et Frank Hinz sur la chaîne RTL Television.
Alors qu'il est de plus en plus mécontent de Metal Hammer et que Rock Hard s'établit dans les kiosques, il accepte le poste de rédacteur en chef de Rock Hard le 1er janvier 1990, jusqu'à fin 2013.
Certaines interviews de Götz Kühnemund suscitent la controverse. Kühnemund faillit être impliqué dans une bagarre avec le chanteur de Slayer Tom Araya après que Kühnemund met en doute l'intelligence d'Araya. Le contexte en est certaines des déclarations faites par Araya au sujet du régime d'Augusto Pinochet au Chili, Kühnemund le qualifie de naïf. Il y a un différend avec le chanteur de Running Wild Rolf Kasparek après que Kühnemund qualifie le batteur Angelo Sasso de boîte à rythmes.
En 2006, une dispute entre Kühnemund et le bassiste de Manowar Joey DeMaio fait sensation, dans laquelle Kühnemund pose des questions critiques concernant l'utilisation du playback lors de concerts. À la fin de l'interview, DeMaio avoue qu'il est prêt à mourir pour le métal si nécessaire, une déclaration que Kühnemund ne croit pas. La chanson de Manowar Die for Metal, la chanson bonus de l'album Gods of War, est dédiée à Kühnemund.
Le 8 janvier 2014, Rock Hard et Götz Kühnemund annocnent se séparer. En juin 2014, Kühnemund devient directeur général d'In Dubio Pro Metal Verlags- und Handelsgesellschaft mbH, basé à Dortmund. Avec l'aide d'autres anciens éditeurs et employés de Rock Hard comme Wolf-Rüdiger Mühlmann, la première édition du magazine de musique heavy metal Deaf Forever sort le 13 août 2014.